# Pongrátz Emil
Szentmiklósi és óvári báró Pongrátz Emil (Mohora, 1842. február 13. – Budapest, 1886. február 11.) császári és királyi kamarás, a pénzügyi közigazgatási bíróság ítélőbírája.

## Élete
Pongrátz István báró százados és Störck N. bárónő fia. Iskoláit Vácon, Esztergomban, Egerben és Rozsnyón végezte. Később Jenában és Heidelbergben hallgatta a bölcseletet, Pesten és Bécsben a jogi tudományokat. Beutazta Európa legnagyobb részét; Olaszországban és Svájcban hosszabb ideig tartózkodott. 1868-ban államszolgálatba lépett és 1869-től mint pénzügyminiszteri titkár és 1878. január 28-tól mint osztálytanácsos működött. Mint a főrendiház született tagja a büdzséviták alkalmával rendesen szerepelt; különösen figyelmet keltett az osztrák-magyar bank-társulat létesítéséről és szabadalmáról (1878) és a hitelműveletek útján fedezendő állami kiadásokról szóló (1879) törvényjavaslatok tárgyalásánál tartott beszédeivel.

## Írásai
Cikkei, beszélyei és útirajzai a következő lapokban és évkönyvekben jelentek meg: Családi Kör (1861. Tatárjárás, történelmi rajz, 1876. A «Wildkirchli», svájczi naplómból, A nápolyi katakombák), Hölgyfutár (1862-1864. beszélyek és költ.). Nővilág (1862.), Gombostű (1862.). Nefelejts (1862.), Császárfürdői album (1863.), Koszorú (1863.), Képes Világ (1866. Murat halála, Egy híres satyrikus élete, A Tátra vidéke és népe, Velencze, Az özvegy megégetése Kelet-Indiában, Walter Scott ereklyéje, 1867. beszély), Magyarország és a Nagyvilág (1866. Trieszt, Velenczei képek, 1869. Afrikából, 1875. A Szent-Gothardon), Fővárosi Lapok (1869. Levelek a suezi útról, 1870. Kairó bazárjai), M. Nyelvőr (1875. A fináncz magyarság), M. Bazár, Divat, Pesti Hölgydivatlap, Tarka Világ, Ország Tükre, Nők Munkaköre; a Magyar Sajtóba, a Pesti Naplóba és az Esti Lapba írt politikai, leginkább pénzügyi cikkeket; az Independence Belge-nek hosszabb ideig levelezője volt; írt külföldi német lapokba is.

## Művei
- Gyöngyvirág. Regény. Pest, 1863. Két kötet.
- Estikék. Beszélygyűjtemény. Uo. 1864. Két füzet. (Ism. Hölgyfutár II. 7. sz.).
- Rózsabimbók. Költeményfüzér. Kiadja Áldor Imre. Uo. 1867.
- A nemzet vagyonáról. Lónyai Menyhért pénzügyminiszter emlékirata nyomán. Uo. 1869.
- Suezig és vissza. Uti rajzok. Uo. 1870. Két kötet. (Ism. Főv. Lapok 55. sz.).
- A m. kir. pénzügyminiszterium öt évi működése 1867-71. Bpest, 1873. (Lukács Bélával együtt).
- Úton-utfélen. Rajzok uti naplómból. Uo. 1875. Két kötet.
- A kigyógyult beteg. Beszély egy szerelmes naplójából. Uo. 1876.
- Beszéde, az «1879. évben hitelműveletek utján fedezendő állami kiadásokról» szóló törvényjavaslat tárgyalásánál a főrendi ház 1879. febr. 15. tartott ülésében. Uo. 1879.
- Pongrácz Emil báró költeményei 1861-1880. Uo. 1880. (A költő arczképével, 2. bőv. kiadás. Ism. Főv. Lapok 293. Magyarország 348. sz., Hölgyek Lapja 1881. 19. sz.).

Országgyűlési beszédei a Naplókban vannak.
Levele Aranyhoz. Pest, 1863. december 21. (a Magyar Tudományos Akadémiában).